# POMZP3
POMZP3 (англ. POM121 and ZP3 fusion) – білок, який кодується однойменним геном, розташованим у людей на 7-й хромосомі. Довжина поліпептидного ланцюга білка становить 187 амінокислот, а молекулярна маса — 20 620.
| 10         |  | 20         |  | 30         |  | 40         |  | 50         |
| ---------- |  | ---------- |  | ---------- |  | ---------- |  | ---------- |
| MVCSPVTLRI |  | APPDRRFSRS |  | AIPEQIISST |  | LSSPSSNAPD |  | PCAKETVLSA |
| LKEKKKKRTV |  | EEEDQIFLDG |  | QENKRSCLVD |  | GLTDASSAFK |  | VPRPGPDTLQ |
| FTVDVFHFAN |  | DSRNMIYITC |  | HLKVTLAEQD |  | PDELNKACSF |  | SKPSNSWFPV |
| EGLADICQCC |  | NKGDCGTPSH |  | SRRQPRVVSQ |  | WSTSASL    |  |            |

A: Аланін

C: Цистеїн

D: Аспарагінова кислота

E: Глутамінова кислота

F: Фенілаланін

G: Гліцин

H: Гістидин

I: Ізолейцин

K: Лізин

L: Лейцин

M: Метіонін

N: Аспарагін

P: Пролін

Q: Глутамін

R: Аргінін

S: Серин

T: Треонін

V: Валін

W: Триптофан

Задіяний у такому біологічному процесі, як альтернативний сплайсинг. 